# Svante Johansson
Svante Johansson   (Estocolm, 14 de febrer de 1927 - 25 de setembre de 1986) fou un saltador suec que va competir durant la dècada de 1940.
El 1948 va prendre part en els Jocs Olímpics d'Estiu de Londres, on fou sisè en la prova de trampolí de 3 metres del programa de salts.
En el seu palmarès destaca una medalla de plata en la prova de trampolí de 3 metres del Campionat d'Europa de natació de 1947.